# Abram Bieleńki
Abram Jakowlewicz Bieleńki (ros. Абра́м Я́ковлевич Бе́ленький, ur. 1883 we wsi Swierżań w guberni mohylewskiej, zm. 16 października 1941) – radziecki rewolucjonista-bolszewik, funkcjonariusz radzieckich służb specjalnych.

## Życiorys
Z pochodzenia Żyd. Od stycznia 1902 członek SDPRR, zajmował się handlem w Mohylewie, Homlu i Charkowie, równocześnie kolportował nielegalną literaturę komunistyczną. W marcu 1903 aresztowany w Charkowie, więziony w Orszy, w listopadzie 1904 wrócił do Charkowa, w grudniu 1904 uniknął kolejnego aresztowania i wyjechał do Paryża, gdzie pracował w drukarni, uczył się w miejscowej szkole i działał w SDPRR(b) - poznał tam W. Lenina. W maju 1917 wrócił do Rosji, drukował legalną gazetę KC SDPRR(b) "Trud", od grudnia 1917 był komisarzem Czeki, w lipcu 1918 wraz z Dzierżyńskim na krótko aresztowany przez eserowców. W latach 1919–1924 był szefem ochrony przewodniczącego Rady Komisarzy Ludowych RFSRR/ZSRR W. Lenina. Od 1921 do marca 1922 członek Kolegium Czeki i szef oddziału specjalnego przy Prezydium Czeki, od marca 1922 do 1 października 1928 szef oddziału specjalnego przy Kolegium GPU/OGPU ZSRR, odpowiadał za ochronę władz państwowych, od 29 września 1930 do 10 lipca 1934 specjalny pełnomocnik przy przewodniczącym OGPU ZSRR. Od 10 lipca 1934 do 31 grudnia 1936 specjalny pełnomocnik przy ludowym komisarzu spraw wewnętrznych ZSRR, od 5 grudnia 1935 major bezpieczeństwa państwowego, od 31 grudnia 1936 do 16 maja 1938 pomocnik specjalnego pełnomocnika NKWD ZSRR. Odznaczony Odznaką "Honorowy Funkcjonariusz Czeki/GPU (V)" (1922) i Odznaką "Honorowy Funkcjonariusz Czeki/GPU (XV)" (20 grudnia 1932). 
W 1938 aresztowany, 29 maja 1939 skazany na 5 lat pozbawienia wolności, 7 lipca 1941 skazany na śmierć przez Kolegium Wojskowe Sądu Najwyższego ZSRR, następnie rozstrzelany. 30 maja 1956 pośmiertnie zrehabilitowany.